# Robert Ardiles
Robert Ardiles Fernández (Lima, 20 de julio de 1987) es un futbolista peruano. Juega como mediocentro organizador y su equipo actual es Academia Cantolao de la Liga 2 de Perú. Tiene 37 años.

## Trayectoria

### Universitario de Deportes
Comenzó su carrera en las divisiones menores de Universitario de Deportes. Luego fue cedido a equipo filiales de la U como Virgen de Chapi y América Cochahuayco, con los que jugó en la Segunda División. Debutó con el Virgen de Chapi a los 14 años de edad.
En el 2008 fue ascendido al primer equipo crema, jugó solo 4 partidos en aquel Torneo Apertura.
Posteriormente, en marzo de 2009, fue contratado por el Melgar de Arequipa. Fichó por el León de Huánuco para la segunda etapa del Campeonato Descentralizado 2010. Con el cual fue subcampeón y fue parte de la gran campaña que hizo el equipo huanuqueño, jugó 7 partidos y logró clasificar a la Copa Libertadores 2011.

### Sport Boys
Jugó 2 años por el Sport Boys de Callao. En el 2012 jugó 30 partidos con el club chalaco y fue una de las figuras, sin embargo descendió de categoría.
En el 2014 salió subcampeón de la Segunda División Peruana con el Deportivo Coopsol siendo elegido como uno de los mejores mediocampistas del torneo.

## Clubes
| Club                      | País | Año         |
| ------------------------- | ---- | ----------- |
| Virgen de Chapi           | Perú | 2002-2005   |
| América Cochahuayco       | Perú | 2006-2007   |
| Universitario de Deportes | Perú | 2008        |
| FBC Melgar                | Perú | 2009-2010   |
| León de Huánuco           | Perú | 2010        |
| Alianza Unicachi          | Perú | 2011        |
| Sport Boys                | Perú | 2012-2013   |
| Deportivo Coopsol         | Perú | 2014- 2015  |
| Comerciantes Unidos       | Perú | 2016        |
| Real Garcilaso            | Perú | 2017        |
| Comerciantes Unidos       | Perú | 2017        |
| Ayacucho FC               | Perú | 2018 - 2022 |
| Unión Huaral              | Perú | 2023        |
| Santos                    | Perú | 2024        |
| Academia Cantolao         | Perú | 2025 -      |

## Palmarés

### Torneos cortos
| Título          | Club        | País | Año  |
| --------------- | ----------- | ---- | ---- |
| Torneo Clausura | Ayacucho FC | Perú | 2020 |

### Distinciones individuales
| Distinción                                                                                            | Año  |
| --- | ---- |
| Incluido en el equipo ideal del Campeonato Descentralizado según el portal periodístico DeChalaca.com | 2016 |